# 酒井健太郎
酒井 健太郎（さかい けんたろう、1964年12月26日 - ）は、日本の俳優。大阪府出身。血液型はO型。ストレイドッグプロモーション所属。

## 出演

### テレビ番組
- 火曜サスペンス劇場「盲人探偵・松永礼太郎3」（1994年9月13日、日本テレビ）
- ケータイ刑事 銭形雷（BS-i）
- 恋する日曜日 ニュータイプ（BS-i）
- はみだし刑事情熱系（テレビ朝日）
- 繋がれた明日（NHK土曜ドラマ）
- 月曜ゴールデン「森村誠一サスペンス6」（TBSテレビ）
- 佐藤四姉妹（BS-i）
- 金曜プレステージ『外科医 鳩村周五郎5 血塗られた挑戦状I』（2009年3月27日、フジテレビ） - 滝沢健吾 役
- 土曜ワイド劇場「キソウの女」（テレビ朝日）
- 水曜ミステリー9「女かけこみ寺 刑事・大石水穂」（テレビ東京）
- タンブリング 第1話 （2010年4月17日、TBS）
- 熱中時代（2011年4月9日、日本テレビ）
- 外科医　鳩村周五郎10（2012年、フジテレビ）
- 大東京トイボックス（2014年、テレビ東京）
- わるいやつら（2014年、BS日テレ）
- 遺留捜査SP 2（2014年、テレビ朝日） - ディレクター名取 役
- 新・刑事吉永誠一（2014年、テレビ東京）
- しんがり～山一證券最後の聖戦～（2015年、WOWOW）
- 特捜9（2019年、テレビ朝日） - 西崎浩平 役
- 異世界居酒屋のぶ（2020年、WOWOW） - ゲーアノートの父 役
- テイオーの長い休日 第2話（2023年、東海テレビ・フジテレビ） - 医師 役

### 映画
- モスラ2 海底の大決戦（1997年） - 石垣島の警官役[1]
- 銭道　第二弾（2004年）
- ゴジラ2000 ミレニアム（1999年） - 片桐付CCI幹部役[1]
- クラヤミノレクイエム（2000年）
- 劇場版怪談新耳袋「幽霊マンション」（2005年）
- 子猫の涙（2007年）
- イエローキッド（2009年） - 蕎麦屋の店長役
- 女の子ものがたり（2009年）
- 愛の言霊～世界の果てまで～（2010年）
- 蝉の女　愛に溺れて（2012年）
- 上京ものがたり（2013年）
- ハダカの美奈子（2013年）
- メイクルーム（2014年）
- BREAK（2015年）
- メイクルーム2（2016年）
- ブレイブX 極道十勇士（2017年）
- グラグラ（2019年）
- 残念なアイドルはゾンビメイクがよく似合う（2019年）
- エンボク（2020年）
- 人妻一番!二人きりトゥナイト（2021年3月12日、オーピー映画）[2]
- 劇場版 美少女戦士セーラームーンCosmos（2023年）

### Vシネマ
- 日本統一28 29（2018年） - 民衆党 代議士 荒巻大助(元警察官僚)

### 舞台
- 傘とサンダル
- 母の桜が散った夜
- 悲しき天使
- 月と箱舟
- 嫌われ松子の一生[3]